# Tapellaria phyllophila
Tapellaria phyllophila är en lavart som först beskrevs av Stirt., och fick sitt nu gällande namn av R. Sant. 1952. Tapellaria phyllophila ingår i släktet Tapellaria och familjen Ectolechiaceae.   Inga underarter finns listade i Catalogue of Life.